# Međuopćinska nogometna liga Kutina – Ivanić-Grad – Novska 1978./79.
Međuopćinska nogometna liga Kutina – Ivanić-Grad – Novska je bila liga petog stupnja nogometnog prvenstva Jugoslavije u sezoni 1978./89., u organizaciji Nogometnog saveza područja Kutina. 
 Sudjelovalo je 14 klubova, a prvak je bila "Moslavina" iz Kutine. 
 
Za sezonu 1979./80. je liga preimenovana u Zagrebačku zonu – skupina Kutina

## Ljestvica
| mj. | klub                     | ut. | pob. | ner. | por. | gol+ | gol- | bod     |
| --- | ------------------------ | --- | ---- | ---- | ---- | ---- | ---- | ------- |
| 1.  | Moslavina Kutina         | 26  | 22   | 1    | 3    | 99   | 26   | 45      |
| 2.  | Ivanić (Ivanić-Grad)     | 26  | 12   | 8    | 6    | 69   | 35   | 32      |
| 3.  | Mladost Gornja Gračenica | 26  | 12   | 8    | 6    | 67   | 49   | 32      |
| 4.  | Udarnik Okešinec         | 26  | 14   | 2    | 10   | 68   | 51   | 30      |
| 5.  | Metalac Međurić          | 26  | 12   | 6    | 8    | 63   | 46   | 30      |
| 6.  | Mašinac Novska           | 26  | 10   | 6    | 10   | 64   | 65   | 26      |
| 7.  | Mladost Repušnica        | 26  | 9    | 8    | 9    | 39   | 40   | 26      |
| 8.  | Moslavac Popovača        | 26  | 10   | 4    | 12   | 39   | 71   | 24      |
| 9.  | Vatrogasac Husain        | 26  | 9    | 5    | 12   | 42   | 46   | 23      |
| 10. | Lokomotiva Kutina        | 26  | 6    | 11   | 9    | 53   | 62   | 23      |
| 11. | Balkan Jasenovac         | 26  | 7    | 7    | 12   | 58   | 64   | 21      |
| 12. | Omladinac Ludina         | 26  | 6    | 9    | 11   | 52   | 69   | 21      |
| 13. | Mladost Obedišće         | 26  | 8    | 5    | 13   | 33   | 73   | 20 (-1) |
| 14. | Dinamo Kutina            | 26  | 2    | 6    | 18   | 40   | 89   | 10      |

- Ludina – danas Velika Ludina

## Rezultatska križaljka
| kratica | klub                     | BAL | DIN | IVA | LOK | MAŠ | MET | MLAGG | MLAO | MLAR | MOSLA | MOSLI | OML | UDA | VAT |
| --- | ------------------------ | --- | --- | --- | --- | --- | --- | ----- | ---- | ---- | ----- | ----- | --- | --- | --- |
| BAL | Balkan Jasenovac         |     |     |     |     |     |     | 3:6   |      |      |       |       |     |     |     |
| DIN | Dinamo Kutina            |     |     |     |     |     |     | 5:3   |      |      |       |       |     |     |     |
| IVA | Ivanić (Ivanić-Grad)     |     |     |     |     |     |     | 2:3   |      |      |       |       |     |     |     |
| LOK | Lokomotiva Kutina        |     |     |     |     |     |     | 2:2   |      |      |       |       |     |     |     |
| MAŠ | Mašinac Novska           |     |     |     |     |     |     | 3:3   |      |      |       |       |     |     |     |
| MET | Metalac Međurić          |     |     |     |     |     |     | 2:1   |      |      |       |       |     |     |     |
| MLAGG | Mladost Gornja Gračenica | 3:2 | 4:2 | 2:2 | 1:1 | 2:3 | 2:2 |       | 4:0  | 0:0  | 1:3   | 4:2   | 1:1 | 2:4 | 3:1 |
| MLAO | Mladost Obedišće         |     |     |     |     |     |     | 0:6   |      |      |       |       |     |     |     |
| MLAR | Mladost Repušnica        |     |     |     |     |     |     | 1:2   |      |      |       |       |     |     |     |
| MOSLA | Moslavac Popovača        |     |     |     |     |     |     | 0:0   |      |      |       |       |     |     |     |
| MOSLI | Moslavina Kutina         |     |     |     |     |     |     | 4:2   |      |      |       |       |     |     |     |
| OML | Omladinac Ludina         |     |     |     |     |     |     | 3:6   |      |      |       |       |     |     |     |
| UDA | Udarnik Okešinec         |     |     |     |     |     |     | 0:2   |      |      |       |       |     |     |     |
| VAT | Vatrogasac Husain        |     |     |     |     |     |     | 1:2   |      |      |       |       |     |     |     |
| |                          |     |     |     |     |     |     |       |      |      |       |       |     |     |     |
| podebljan rezultat - utakmice od 1. do 13. kola (1. utakmica između klubova) rezultat normalne debljine - utakmice od 14. do 26. kola (2. utakmica između klubova) rezultat nakošen - nije vidljiv redoslijed odigravanja međusobnih utakmica iz dostupnih izvora rezultat smanjen * - iz dostupnih izvora nije uočljiv domaćin susreta prekrižen rezultat - poništena ili brisana utakmica p - utakmica prekinuta 3:0 p.f. / 0:3 p.f. - rezultat 3:0 bez borbe |                          |     |     |     |     |     |     |       |      |      |       |       |     |     |     |

 Izvori: 

## Unutarnje poveznice
- Zagrebačka zona – Jug 1978./79.